# Michaël Borremans

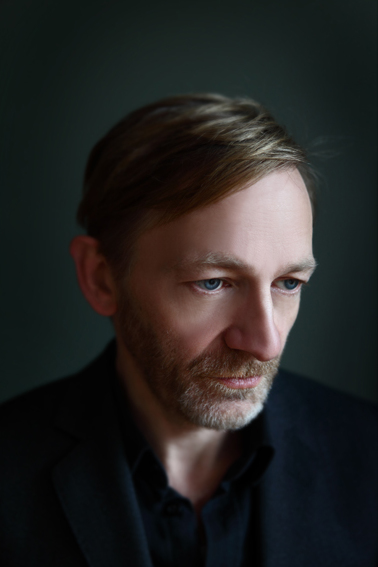
Borremans 2012

Michaël Borremans, född 1963 i Geraardsbergen, Östflandern, är en flamländsk målare verksam i Gent. Han är utbildad som fotograf och grafiker men övergick till måleri i slutet av 1990-talet. Hans målningar utgår i regel från fotografier. Människorna på målningarna ser ofta ut att gestalta symboler eller utföra ritualer, men Borremans har betonat att de saknar egentlig mening. Till hans influenser hör barndomens intryck av att se återgivningar av verk av Jan van Eyck, samt Diego Velázquez, Édouard Manet och Francisco de Goya.
Han företräds av gallerierna Zeno X i Antwerpen och David Zwirner gallery i New York.